# Somatognozie
Somatognozia desemnează cunoașterea corpului, a elementelor sale, atât în cazul corpului propriu, cât și în cel al
unui corp străin, eventual reprezentat sau conștiința corpului propriu. Cunoașterea ar putea fi doar
cea a unui lexic constituind o categorie specifică, dar conștiința este în mod necesar dependentă de
procesele atenționale și perceptive. Corpul depinde de activitățile sale motorii și de pozițiile sale în spațiu, de unde rezultă recurgerea la concepte de schemă corporală și de imagine a corpului nostru.